# Музика тишине
Музика тишине је пројекат невладине организације Светска организација пантомимичара, који је настао у сарадњи са школом за децу оштећеног слуха Стефан Дечански у Београду, 2008. године. Овај пројекат је настао са једноставном и чистом идејом да се деца и млади оштећеног слуха обуче за професионално бављење пантомимом. Као особе којима је ускраћено чуло слуха, гестовни језик односно говор тела им је основни начин комуникације. 
Циљ пројекта је да деци и младима оштећеног слуха омогући потпуну инклузију, односно личну, уметничку и пословну реинтеграцију у друштво.

## Носилац пројекта
Носилац пројекта је Светска организација пантомимичара, која је регистрована у Београду због удруживања професионалних пантомимичара и љубитеља пантомиме из целог света и Србије. Циљ организације је стварање мреже професионалаца, аматера, образовних институција, трупа, позоришта, медија и фестивала који се баве пантомимом, као и употреба пантомимске уметности и вештине као образовне алатке и средства за помоћ оздрављењу, инклузији и социјалној реинтеграцији особа са инвалидитетом и посебним потребама, а нарочито особа оштећеног слуха којима пантомима може бити један од основних језика уметничког изражавања.
Светска организација пантомимичара (World Mime Organization) је јединствена глобална организација која се бави промоцијом и унапређењем уметности пантомиме од њених класичних облика до савремених трендова и експерименталних форми у новим медијима.
Основали су је некадашњи студенти легендарног француског пантомимичара Марсел Марсоа. Њоме председава доц.Марко Стојановић, такође бивши студент Марсел Марсоа и најпознатији српски пантомимичар с краја 20.века. Поред Марка Стојановића, идеју су иницирали Офер Блум (Израел) и Жан Бернард Лаклот (Француска). Покретач је глобалне иницијативе „Пантомима - језик мира“ и успостављања „Свестког дана пантомиме – језика мира“ на дан рођења Марсел Марсоа 22. марта.
Досадашњи рад Светске организације пантомимичара био је окренут успостављању професионалних стандарда квалитета и мреже пантомимичара по свету. Светска организација пантомимичара је била и покровитељ и стручни консултант „Београдске школе пантоме“ и трупе „Београдски пантомимичари“ коју је основала Асоцијација уметности и медија-Помоћ за младе и здравље почетком двехиљадитих година.

### Сарадници
Управо је помоћ институција била пресудна да пројекат еволуира и да се прошири на школе за децу оштећеног слуха „Стефан Дечански“ и на школу „Радивој Поповић“ у Земуну. Тај корак је суштински у реализацији пројекта „Музика тишине“ јер су млади оштећеног слуха из школе „Стефан Дечански“ који су првобитно обучени и учествовали у стварању представе „Дрво живота“ постали професионални (плаћени) асистенти и демонстратори новим полазницима из школе „Радивој Поповић“.
На тај начин је пробуђен инклузивни квалитет овог пројекта и одшкринута су врата вршњачке едукације, те подржана једна од основних идеја и циљева да особе са инвалидитетом могу и треба да се уметнички изразе на професионалан начин и да у уметничким струкама могу пронаћи запослење. С тим циљем започета је и ревитализацију трупе Београдски пантомимичари у којој су млади пантомимичари оштећеног слуха позитивно дискриминисани у односу на студенте глуме Академије лепих уметности који су такође чланови.

## Назив пројекта
Марко Стојановић, председник Светске организације пантомимичара, био је ученик Марсела Марсоа, најпознатијег француског пантомимичара 20. века. Учио је у Интернационалној школи пантомиме Града Париза „Марсел Марсо“ почетком деведесетих година.
Пантомима се најчешће учила у тишини и на часовима се учило да се ослушкује тишина и да је предуслов постати пантомимичар чути „МУЗИКУ ТИШИНЕ“. С обзиром да је Марко Стојановић неколико година радио са децом оштећеног слуха, а и да је његов учитељ Марсел Марсо преминуо у септембру 2007. године, оснивајући пројекат 2008. године, одлучио је да управо овај назив додели пројекту.

## Циљеви пројекта
Као пројекат који је основан од стране светске организације, сви циљеви пројекта засновани су на Миленијумски циљеви Уједињених нација, који су сада замењени Циљевима одрживог развоја.
Миленијумски циљеви:
- Едукација младих оштећеног слуха како би постали професионални пантомимичари (глумци), редитељи, сценографи, костимографи, монтажери, сниматељи, сценаристи...
- Реинтеграција у друштво на равноправним основама уз поштовање љуског достојанства и свих људских права.
- Оснивање професионалне медијске продукције
- Проширење лепезе могућности особама оштећеног слуха за проналажење запослења или самозапошљавање.
- Отварање нових могућности за едукацију и комуникацију код нас и у свету.
- Сузбијање (невидљивог) сиромаштва у сваком смислу у популацији особа оштећеног слуха

## Фазе пројекта
Различите фазе пројекта „Музика тишине“ трају од октобра 2008. године уз финансијску помоћ Министарства за рад и социјалну политику Републике Србије, Министарства културе Републике Србије, Секретаријата за културу и Секретаријата за спорт и омладину Града Београда, а у међувремену је стекао подршку тадашњег Председника Републике Бориса Тадића, препоруку Народне канцеларије Председника Републике и делимичну финансијску помоћ Градских општина Палилула и Савски венац, затим Компаније „Тигар“ из Пирота и Пекарске индустрије „Браћа Тодоровић д.о.о.“ из Ваљева.
Пројекат „Музика тишине“ који је заснован на професионалном искуству пантомимичара, глумца и доцента Марка Стојановића, али пре свега на његовом искуству у волонтерском раду са децом оштећеног слуха с прекидима траје још од 1996. године. И поред детаљног планирања главних реализатора овог програма Марка Стојановића, Бојана Мијатовића, Даре Граваре-Стојановић и наставног кадра школе за децу оштећеног слуха „Стефан Дечански“ у Београду, много тога је било промењено, прилагођено датим околностима, али и еволуирало много дубље у уметничким и интегративним процесима него што се очекивало.
Млади пантомимичари оштећеног слуха су брзо напредовали и већ након четрдесетак дана рада су имали свој први наступ у оквиру обележавања Светског дана особа са инвалидитетом у Центру Сава 3. децембра 2008.
Након тог првог приказивања етиде која је названа „Годови“ следили су и други наступи и снимања. „Годови“ даље инспирисани „Добрим дрветом“ Шела Силверстејна су прерасли у полусатну представу „Дрво живота“, а пројекат „Музика тишине“ замишљен као низ радионица пантомиме за децу оштећеног слуха, добио је представу која је имала своју премијеру 12. јуна 2009. у Позориштанцу „Пуж“ у Београду.
„Музика тишине“ су заправо 3 пројекта:
1. Радионице пантомиме,
2. Стварање представа (прва је “Дрво живота“)
3. Филм „Музика тишине“ - дугометражни документарно-играни који прати животе деце и младих оштећеног слуха и утицај уметности пантомиме на њих.

## „Звезда Београда“
Агенција за европске интеграције и сарадњу са удружењима Града Београда установила је у 2010. по први пут награду „Звезде града“ односно “Звезда Београда”. Добитници овог признања су удружења чији су пројекти финансирани путем јавних конкурса које су расписале организационе јединице Градске управе односно секретаријати током 2010. године.
У оквиру сваког конкурса изабран је пројекат који је по мишљењу комисије за праћење и реализацију пројеката заслужио да буде награђен. Признање се додељује најбољим пројектима у години која се завршава, а пројекат “Музика тишине” је предложен од стране Секретаријата за културу који је у 2010. години финансирао реализацију овог пројекта.
Награђено је укупно 16 пројеката из различитих области, а за област културно-образовне делатности награђени су Светска организација пантомимичара за пројекат „Музика тишине“. Статуа и диплома „Звезда Београда” је уручена аутору пројекта и председнику Светске организације пантомимичара доценту Марку Стојановићу на свечаности у Скупштини града Београда (Старом Двору) 22.децембра 2010.

## Најважнији наступи
2008. година
- Светски дан особа са инвалидитетом – 3.децембар – Централна прослава у Центру Сава у организацији Хенди центра
- Свечана академија компаније Тигар – 20.децембар – наступали заједно са Јеленом Томашевић

2009. година
- Прослава 99 година Олимпијског комитета Србије (23. фебруар у Хотелу "Москва"),
- Сербиан Опен - АТП турнир на којем је један од младих пантомимичара оштећеног слуха наступао професионално са „Београдским пантомимичарима“
- 33. Фестивал културно-уметничких друштава глувих и наглувих Србије у Вршцу где су освојили прво место
- ЗВАНИЧНА ПРЕМИЈЕРА ПРЕДСТАВЕ „ДРВО ЖИВОТА“ била је у Позориштанцу „Пуж“ 12.јуна
- БИТЕФ Полифонија - Учешће на најважније позоришном фестивалу у Србији БИТЕФ-у, у оквиру програма Полифонија 19. Септембра у 17 часова у ДК „Вук Караџић“.
- Обележавање Светског дана особа оштећеног слуха – наступом на БИТЕФ-у

2010. година
- Бесплатна школа глуме и пантомиме „Музика тишине“ – јануар-фебруар – под покровитељством Секретаријата за спорт и омладину града Београда
- Свечана прослава 52.рођендана Прихватилишта за децу у Пан Театру – 26.02.2010.
- Бели Двор – 19.априла Београдски пантомимичари су са успехом наступала на хуманитарној вечери коју су на Белом Двору организовала Њихова Краљевска Височанства желећи да прикупе средства за помоћ управо особама оштећеног слуха и вида. Фондација ЊКВ Принцезе Катарине за помоћ младима оштећеног слуха и вида
- БОСИ Фест – од 28. до 30.маја 2010.

## Резултати
|                                                | ПЛАНИРАНО                                     | ОСТВАРЕНО |
| ---------------------------------------------- | --------------------------------------------- | --- |
| Број полазника:                                | 10 младих оштећеног слуха 6-7 студената глуме | 7 професионално обучених и 25 младих оштећеног слуха који су обучавани 12 студената глуме 10 глумаца аматера 6 младих дефектолога |
| Узраст:                                        | 14-18 година                                  | 11-26 година |
| Трајање пројекта:                              | 4 месеца                                      | 2 године |
| Број часова:                                   | 64                                            | Преко 250 |
| Школе за децу оштећеног слуха у којима се ради | “Стефан Дечански”, Београд                    | “Стефан Дечански”, Београд “Радивој Поповић”, Земун                                                                               |